# Étretat

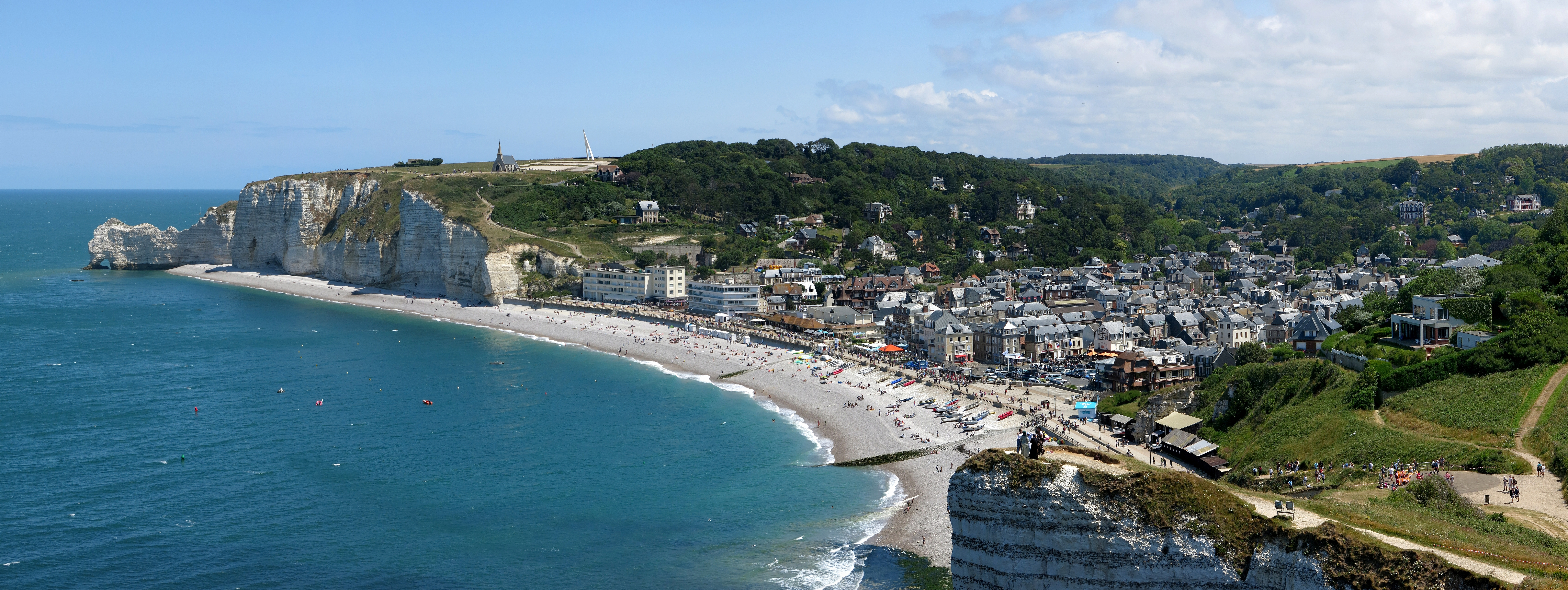
Bãi biển Étretat

Étretat là một xã trong vùng hành chính Normandie, thuộc tỉnh Seine-Maritime, quận Le Havre, tổng Criquetot-l'Esneval. Tọa độ địa lý của xã là 49° 42' vĩ độ bắc, 0° 12' kinh độ đông. Étretat nằm trên độ cao trung bình là 8 mét trên mực nước biển, có điểm thấp nhất là 0 mét và điểm cao nhất là 102 mét. Xã có diện tích 4,07 km², dân số vào thời điểm 1999 là 1615 người; mật độ dân số là 397 người/km².
Étretat được biết đến nhiều nhất với những vách đá phấn, bao gồm ba vòm tự nhiên và một khối nhọn gọi là L'Aiguille hay Kim, nhô cao 70 mét (230 ft) trên mặt biển.  Tổ hợp đá phấn Etretat, như đã biết, bao gồm một địa tầng phức tạp của đá phấn tầng Turon và tầng Cognac. Một số vách đá cao tới 90 mét (300 ft). Hai trong số ba mái vòm nổi tiếng có thể nhìn thấy từ thị trấn, Porte d'Aval và Porte d'Amont. Manneporte là cái thứ ba và là cái lớn nhất, không thể nhìn thấy từ thị trấn.
Những vách đá này và bãi biển nghỉ mát liên quan đã thu hút các nghệ sĩ bao gồm Eugène Boudin, Charles Daubigny, Gustave Courbet và Claude Monet. Chúng cũng được giới thiệu nổi bật trong cuốn tiểu thuyết The Hollow Needle năm 1909 với nhân vật Arsène Lupin  của Maurice Leblanc. Những vách đá cũng góp mặt trong bộ phim  Lucy năm 2014, do Luc Besson đạo diễn.

## Thông tin nhân khẩu
| 1962  | 1968  | 1975  | 1982  | 1990  | 1999  |
| ----- | ----- | ----- | ----- | ----- | ----- |
| 1.379 | 1.472 | 1.525 | 1.577 | 1.565 | 1.615 |